# Jozef Marko (labdarúgó-játékvezető)
Jozef Marko (Pozsony, 1946. május 19. –) szlovák nemzetközi labdarúgó-játékvezető, sportvezető.

## Pályafutása

### Nemzeti játékvezetés
A játékvezetésből 1973-ban vizsgázott, 1979-ben lett az I. Liga játékvezetője. Az aktív nemzeti játékvezetéstől 1992-ben vonult vissza. Első ligás mérkőzéseinek száma: 182, ezzel az örök-ranglistán a 6. pozíciót foglalja el.

### Nemzetközi játékvezetés
A Csehszlovák labdarúgó-szövetség Játékvezető Bizottsága (JB) terjesztette fel nemzetközi játékvezetőnek, a Nemzetközi Labdarúgó-szövetség (FIFA) 1980-tól tartotta nyilván bírói keretében. Több nemzetek közötti válogatott és klubmérkőzést vezetett, vagy működő társának partbíróként segített. A csehszlovák nemzetközi játékvezetők rangsorában, a világbajnokság-Európa-bajnokság sorrendjében többedmagával a 10. helyet foglalja el 4 találkozó szolgálatával. Az aktív nemzetközi játékvezetéstől 1992-ben búcsúzott. Válogatott mérkőzéseinek száma: 10.

#### Világbajnokság

##### U20-as labdarúgó világbajnokság
Szaúd-Arábia rendezte az 1989-es ifjúsági labdarúgó-világbajnokságot, ahol a FIFA JB bíróként alkalmazta.
| Időpont           | Helyszín                              | Mérkőzés típusa       | Mérkőzés            | Eredmény | Nézők száma |
| ----------------- | ------------------------------------- | --------------------- | ------------------- | -------- | ----------- |
| 1989. február 22. | King Fahd Stadion, Taif               | selejtező (D csoport) | Irak–Argentína      | 1 – 0    | 17 000      |
| 1989. február 28. | Fáhd Király Nemzetközi Stadion, Rijád | egyik elődöntő        | Portugália–Brazília | 1 – 0    | 15 000      |

---
A világbajnoki döntőhöz vezető úton Olaszországba a XIV., az 1990-es labdarúgó-világbajnokságra valamint Amerikai Egyesült Államokba a XV., az 1994-es labdarúgó-világbajnokságra a FIFA JB játékvezetőként foglalkoztatta.

##### Selejtező mérkőzés
| Időpont           | Helyszín                        | Mérkőzés típusa           | Mérkőzés             | Eredmény | Nézők száma |
| ----------------- | ------------------------------- | ------------------------- | -------------------- | -------- | ----------- |
| 1989. október 25. | Ali Sami Yen Stadion, Isztambul | előselejtező (3. csoport) | Törökország–Ausztria | 3 – 0    | 33 465      |

| Időpont             | Helyszín                 | Mérkőzés típusa           | Mérkőzés                 | Eredmény | Nézők száma |
| ------------------- | ------------------------ | ------------------------- | ------------------------ | -------- | ----------- |
| 1992. augusztus 12. | Daugava Stadion, Riga    | előselejtező (3. csoport) | Lettország–Litvánia      | 1 – 2    | 6897        |
| 1992. november 14.  | Parc des Princes, Párizs | előselejtező (6. csoport) | Franciaország–Finnország | 2 – 1    | 30 000      |

#### Európa-bajnokság
Az európai labdarúgó torna döntőjéhez vezető úton Svédországba a IX., az 1992-es labdarúgó-Európa-bajnokságra az UEFA JB játékvezetőként foglalkoztatta.

##### Selejtező mérkőzés
| Időpont              | Helyszín                   | Mérkőzés típusa           | Mérkőzés              | Eredmény | Nézők száma |
| -------------------- | -------------------------- | ------------------------- | --------------------- | -------- | ----------- |
| 1990. szeptember 12. | Olimpiai Stadion, Helsinki | előselejtező (6. csoport) | Finnország–Portugália | 0 – 0    | 10 242      |

## Sportvezetőként
UEFA JB alelnöke, a Bíró Bizottság tagjaként nemzetközi játékvezető ellenőr.

## Magyar vonatkozás
| Időpont              | Helyszín             | Mérkőzés típusa              | Mérkőzés                   | Eredmény | Nézők száma |
| -------------------- | -------------------- | ---------------------------- | -------------------------- | -------- | ----------- |
| 1980. szeptember 24. | Népstadion, Budapest | felkészülési (550. mérkőzés) | Magyarország–Spanyolország | 2 – 2    | 15 000      |
| 1985. október 30.    | PMFC Stadion, Pécs   | felkészülési                 | Magyarország–Bulgária      | 3 – 1    | 5000        |

#### Mérkőzései az NBI-ben
| Időpont        | Helyszín                           | Mérkőzés      | Eredmény | Nézők száma |
| -------------- | ---------------------------------- | ------------- | -------- | ----------- |
| 1987. május 6. | Hidegkuti Nándor Stadion, Budapest | MTK-VM–Honvéd | 2 : 0    | 18 000      |